# 수권전대 게키레인저
《수권전대 게키레인저》(獣拳戦隊ゲキレンジャー 주켄센타이 게키렌자[*])는 일본 토에이가 제작한 31번째 슈퍼 전대 시리즈이다. 2007년 2월 18일부터 2008년 2월 10일까지 TV 아사히 계열에서 방영되었다. 미국에서는 《Power Rangers: Jungle Fury》라는 제목으로 리메이크되었으며, 대한민국에서는 2008년 7월 14일에 《파워레인저 와일드스피릿》이라는 제목으로 처음 방영되었다.

## 한국판 성우진
- 홍범기: 칸도 장 (와일드 레드) / 마스터 마크 / 마수 히히
- 윤미나: 우자키 란 (와일드 옐로)
- 전광주: 후카미 레츠 (와일드 블루) / 바에
- 변현우: 후카미 고우 (와일드 바이올렛)
- 김기흥: 히사츠 켄 (와일드 라이노)
- 양석정: 리오 / 마스터 샤프
- 조현정: 메레 / 사치코
- 신용우: 니와 / 츠네시 / 슈엔 / 론
- 김대중: 마가 / 루츠 / 시저
- 이광수: 코우 친형 블랑카
- 이주희: 미키 / 소리사 / 라게크
- 권인지: 나츠메
- 임채헌: 해설 / 마키리카 / 규야 / 모리야 / 시유 / 가타 / 샤키 첸 / 푠 표우
- 김성연: 히소 / 미셸 펭
- 윤세웅: 블랑카 친동생 코우 / 배트 리
- 이상헌: 엘레펀 킹포 / 나기우 / 라스카 / 도카리야 / 마라시야 / 쵸다
- 고성일: 카데무 / 무장코세 / 엘라카 / 타부 / 고유 / 하크 / 도로 / 고리 옌
- 손종환: 산요

## 등장 메카

### 게키 비스트(와일드 애니멀)
- 게키 타이거(와일드 타이거)
- 게키 치타(와일드 치타)
- 게키 재규어(와일드 재규어)
- 게키 엘리펀트(와일드 엘리펀트)
- 게키 배트(와일드 배트)
- 게키 샤크(와잍드 샤크)
- 게키 울프(와일드 울프)
- 게키 고릴라(와일드 고릴라)
- 게키 펭귄(와일드 펭귄)

### 로봇
메인 메카
- 1호 메카 - 게키토우쟈(와일드 비스트)
- 2호 메카 - 게키파이어(와일드 파이어)
- 3호 메카 - 사이다이오(와일드 킹 라이노)

궁극 메카
- 궁극 1호 메카 - 사이다이 게키 파이어(슈퍼 와일드 파이어)
- 궁극 2호 메카 - 사이다이 게키 토우쟈(슈퍼 와일드 비스트)
- 궁극 3호 메카 - 사이다이 게키 링 토우쟈(슈퍼 와일드 링 비스트)